# 成会明
成会明（1963年—），中国材料科学家。于中国科学院金属研究所获工学博士学位。

## 生平
2013年被选为中科院技术科学部院士。1993年从日本回国后在金属所研究碳素及其复合材料系列，发展了纤维镀覆、超声浸渗、微粒附着压铸等方法来制备碳-铝复合材料，提出了碳材料整体自愈合抗氧化的概念并开发相关技术。他还研制了无粘结剂、高性能碳材料，制备了单壁纳米碳管。2014年被汤森路透列入全球高被引科学家名录。